# Gaston Mbody Epee
 (octobre 2024).
Améliorez-le ou discutez des points à vérifier. 
Sa Majesté Gaston Mbody Epee est le chef supérieur du canton Bassa dans le département du Wouri au Littoral. Il prend le trône en 2008, après une vacance de 5 ans. Il est l'une des personnalités influentes de la commune d'arrondissement de Douala V et le fils successeur de Sa Majesté Conrad Mbody. 

## Biographie
En 2017, Sa Majesté Gaston Mbody Epee est président en exercice du Ngondo. Il se consacre à penser le développement de son royaume.